# حوزه امباتو
حوزه امباتو (به اسپانیایی: Ambato Department) یک سکونتگاه مسکونی در آرژانتین است که در ایالت کاتامارکا واقع شده‌است.